# Ограничения и исключения в области авторского права
Ограничения и исключения в области авторского права являются положениями, сформулированными в различных национальных законодательствах об авторском праве или в Бернской конвенции, которые допускают использование произведений, защищаемых авторским правом, без лицензии правообладателя.
Ограничения и исключения в области авторского права имеют прямое отношение к ряду важных социальных аспектов и явлений, будь то фиаско рынка, принцип свободы слова и образования, а также равенство доступа к информации (например, для слабовидящих людей). Некоторые эксперты рассматривают ограничения и исключения в области авторского права как «права пользователя», т.е. то, что представляет собой противовес обладателям авторских прав. Среди юристов, однако, не существует консенсуса относительно того, являются ли исключения и ограничения отдельными «правами пользователя». Тем не менее понятие прав пользователя было признано рядом судов, в том числе Верховным судом Канады во время процесса CCH Canadian Ltd. против Law Society of Upper Canada, где принцип честного использования был признан в качестве права пользователя. Такие разногласия относительно теории довольно часто встречаются в философии авторского права.

## Научный прогресс
Ограничения и исключения в области авторского права стали предметом значительных разногласий внутри различных стран мира в конце 1990-х и начале 2000-х годов. Это во многом было вызвано влиянием цифровых технологий, изменениями в национальных законодательствах об авторском праве для соблюдения положений Соглашения по торговым аспектам прав интеллектуальной собственности и Договора ВОИС по авторскому праву.
Некоторые эксперты, а также сами сторонники концепции исключений в области авторского права, опасаются того, что новые технологии и договорное право подрывают авторское право, в которое не вносятся поправки, Результатом этого является сокращение объёма важных исключений, что вредит творчеству. Например, в мае 2010 года в Европе была выпущена декларация под названием «Copyright for Creativity», которая была поддержана представителями финансово-промышленных групп, деятелями культуры, преподавателями и рядовыми потребителями. В декларации говорится о том, что «в то время как исключительные права были адаптированы и гармонизированы для решения задач экономики, исключения в области авторского права кардинальным образом расходятся с потребностями современного информационного общества. Отсутствие гармонизации исключений препятствует циркуляции наукоемких товаров и услуг по всей Европе. Отсутствие гибкости в пределах исключений, установленных нынешним европейским законодательством, также не позволяет нам адаптироваться к постоянно меняющейся технологической среде.»
Попытки расширения сферы ограничений и исключений в области авторского права иногда рассматриваются издателями в качестве угрозы своим интересам.

## Законодательство о защите конкуренции, антимонопольное законодательство
Авторское право иногда мыслится как ограниченная, узаконенная монополия. По этой причине лицензирование авторских прав иногда может рассматриваться в качестве грубого вмешательства в отношения в рамках свободного рынка. Подобные проблемы решаются посредством специальных правовых доктрин, которые отражены в конкурентном законодательстве Европейского союза, в антитрестовом законодательстве Соединённых Штатов и в антимонопольном законодательством России и Японии. Проблемы, связанные с конкуренцией могут возникать в том случае, когда сторона-лицензиар недобросовестно использует рычаги рыночного влияния, осуществляя ценовую дискриминацию посредством своих лицензионных условий, или используя лицензионное соглашение дискриминационным или любым другим несправедливым образом. Попытки продления сроков действия авторских прав, предоставленных законом – например, путём сбора роялти за использование произведения по истечении срока действия авторских прав на него, после чего оно переходит в общественное достояние, снова поднимают вопросы о необходимости регуляции таких аспектов конкуренции.
В апреле 1995 года правительством США были опубликованы «антитрестовые руководящие принципы для лицензирования интеллектуальной собственности», которые распространяются на патенты, принцип коммерческой тайны и авторское право в целом. В январе 1996 года Европейский союз опубликовал Комиссионный регламент № 240/96, действие которого также распространяется на авторское право, патенты и другие права в области интеллектуальной собственности, особенно в отношении лицензий.
Взаимосвязь авторского права и конкурентного законодательства приобретает всё большее значение в современном мире, поскольку в большинстве стран разрешается заключать такие частные договоры, положения которых противоречат нормам авторского права. Авторское право создаёт узаконенную монополию, уравновешенную посредством «ограничений и исключений», которые позволяют обеспечить доступ к материалам без разрешения правообладателя, однако заключение таких частных договоров может привести к возникновению абсолютной монополии. Хорошо известными примерами ограничений и исключений в области авторского права является принцип честного использования в Великобритании и Канаде и доктрина добросовестного использования в США. Вопрос о неэффективности авторского права, и в частности проблемы действия ограничений и исключений в области авторских прав согласно договорному праву, часто поднимается такими библиотечными ассоциациями, как Международная федерация библиотечных ассоциаций и учреждений. В результате этого данная проблема проблема теперь всё чаще обсуждается на уровне национальных правительств, как то, например, в Великобритании  , а также на международном уровне, например, на заседаниях Всемирной организации интеллектуальной собственности.

## Международно-правовые документы
Ограничения и исключения в области авторского права являются объектом регулирования посредством международных договоров. Эти договоры гармонизируют исключительные права, которые должны быть предусмотрены национальными законами об авторском праве. Бернский трёхступенчатый тест создан как раз для той цели, чтобы ограничить количество ограничений и исключений, которые могут быть приняты отдельными странами.